# غاري نيكولز
غاري نيكولز (بالإنجليزية: Gary Nichols)‏ هو كاتب أغاني ومغني أمريكي، ولد في 1978.

## وصلات خارجية
- الموقع الرسمي
- غاري نيكولز على موقع ميوزك برينز (الإنجليزية)
- غاري نيكولز على موقع ديسكوغز (الإنجليزية)